# Horosna, Colomeea
Horosna (în ucraineană Хоросна) este un sat în comuna Sidlîșce din raionul Colomeea, regiunea Ivano-Frankivsk, Ucraina.

## Demografie
Componența lingvistică a localității Horosna
     Ucraineană (100%)
Conform recensământului din 2001, toată populația localității Horosna era vorbitoare de ucraineană (100%).